# Florian Mehltretter

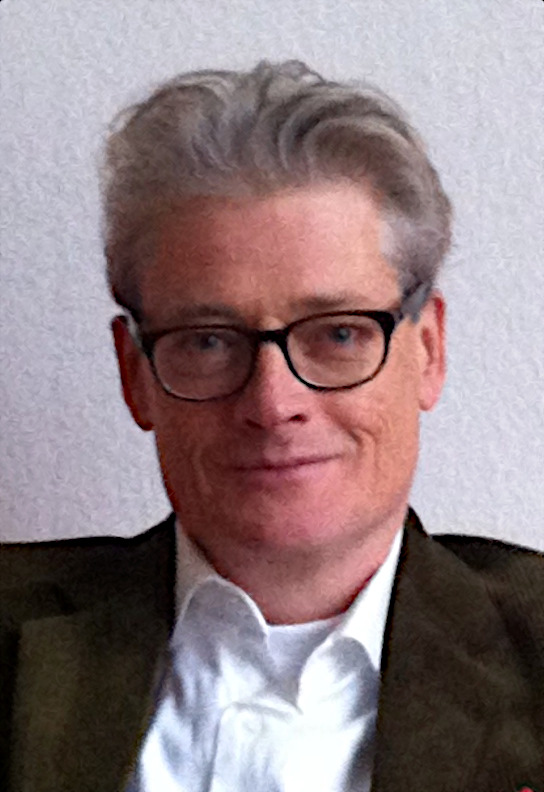
Florian Mehltretter (2013)

Florian Mehltretter (geb. 1963 in Garmisch-Partenkirchen) ist ein deutscher Romanist und Hochschullehrer.

## Leben
Florian Mehltretter wuchs in Garmisch-Partenkirchen auf. Er studierte Romanistik, Komparatistik und Allgemeine Sprachwissenschaft in München und Florenz. Zeitgleich absolvierte er ein privates Gesangsstudium bei Kieth Engen, Nigel Rogers und KH Jarius und besuchte zahlreiche Meisterkurse.
Nach seiner Assistentenzeit an der LMU München promovierte er 1993 an der FU Berlin. 2003 habilitierte er sich an der Universität zu Köln. Von 2003 bis 2005 und von 2007 bis 2008 vertrat er eine Professur für Romanische Philologie an der Universität zu Köln. Von 2009 bis 2010 war er Gastprofessor  für Romanische Philologie an der FU Berlin. Von 2010 bis 2011 war er Professor für Romanische Philologie an der Universität zu Köln. 2011 übernahm er den Lehrstuhl für Italienische Philologie an der LMU München und war dort von 2013 bis 2017 Dekan der Fakultät für Sprach- und Literaturwissenschaften.
2025 wurde Mehltretter zum Mitglied der Bayerischen Akademie der Wissenschaften gewählt.
Zwischen 1988 und 2003 war er als freiberuflicher Musiker, Übersetzer und Kursdozent tätig. Er trat in zahlreichen Konzerten, Rundfunk- und CD-Aufnahmen mit den Ensembles Carissimi-Consort (Alexander Weimann), Hassler-Consort (Franz Raml), Collegium Vocale Gent (Philippe Herreweghe), Chiaroscuro (Nigel Rogers) u. a. in Erscheinung.

## Veröffentlichungen (Auswahl)
- 1994: Die unmögliche Tragödie. Karnevalisierung und Gattungsmischung im venezianischen Opernlibretto des siebzehnten Jahrhunderts. Europäische Hochschulschriften, Reihe XXXVI, Bd. 114, Frankfurt/Main, Berlin, Bern, New York, Paris, Wien: Peter Lang.
- 2009: Der Text unserer Natur. Studien zu Illuminismus und Aufklärung in Frankreich in der zweiten Hälfte des achtzehnten Jahrhunderts. Tübingen, Narr (Romanica Monacensia).
- 2009 Der verliebte Roland des Matteo Maria Boiardo. München, Reihe Lyrik Kabinett.
- 2009: In Zusammenarbeit mit Florian Neumann und Gerhard Regn: Kanonisierung und Medialität. Petrarcas Rime in der Frühzeit des Buchdrucks (1470–1687) Münster, LIT (Pluralisierung & Autorität 17).